# Cynopterus minutus
Il pipistrello dal muso corto minuto (Cynopterus minutus  Miller, 1906) è un pipistrello appartenente alla famiglia degli Pteropodidi, diffuso in Indonesia

## Descrizione

### Dimensioni
Pipistrello di medie dimensioni con lunghezza dell'avambraccio tra 52,9 e 61,9 mm.

### Aspetto
La pelliccia è corta. Le parti dorsali sono bruno-giallastre, mentre le parti ventrali sono bruno-olivastre chiare. Sono presenti dei peli giallo-brunastri lungo l'attaccatura delle ali sul corpo e sopra gli avambracci. Nei maschi è presente un collare di peli giallo-brunastri, più chiaro nelle femmine. Il muso è corto e largo, gli occhi sono grandi. Le orecchie sono grandi, rotonde bordate di marrone chiaro. Le falangi e i metacarpi sono marroni chiari, in netto contrasto con le membrane alari marroni scure. La coda è corta, mentre l'uropatagio è ridotto ad una sottile membrana lungo la parte interna degli arti inferiori.

## Biologia

### Alimentazione
Si nutre di frutta.

## Distribuzione e habitat
Questa specie è diffusa sulle isole di Sumatra, Nias, Giava, Sulawesi e Borneo.
Vive nelle foreste primarie. È stata occasionalmente catturata in villaggi ed altri ambienti occupati dall'uomo.

## Conservazione
La IUCN Red List, considerato il vasto Areale e l'adattamento a diversi tipi di habitat, classifica C.minutus come specie a rischio minimo (Least Concern)).